# Литературная газета
«Литературная газета» — советское и российское еженедельное литературное и общественно-политическое издание. Издаётся с 22 апреля 1929 года.

## История
Логотип газеты украшают профили А. С. Пушкина и М. Горького. Современная «Литературная газета», начиная с 1990 года, официально заявляет своё происхождение от одноимённого издания 1830-х годов. Газета первоначально не отождествляла себя с одноимёнными изданиями XIX века; вплоть до 1990 года датой основания газеты указывался 1929 год.

### 1929—1967
Газета впервые вышла 22 апреля 1929 года по инициативе Максима Горького и при участии писателя Ивана Катаева как орган Федерации объединений советских писателей.
В 1932—1934 годах газета стала органом Оргкомитетов Союза советских писателей СССР и РСФСР, после Первого съезда советских писателей в 1934 году — органом Правления СП СССР. Доходы от издания газеты зачислялись в Литературный фонд СССР.
С января 1942 года в результате объединения с газетой «Советское искусство» издавалась под названием «Литература и искусство», с ноября 1944 года прежнее название было возвращено.
С 1947 года преобразована в литературную и общественно-политическую газету. Периодичность и объём её менялись.

### 1967—1990
С 1 января 1967 года (редактор Александр Чаковский) газета приобрела новый облик и стала выходить один раз в неделю (по средам) на шестнадцати страницах (ранее выходила чаще), став первой в стране «толстой» газетой. В её логотипе появился профиль Пушкина, а впоследствии и Горького.
Изображение Пушкина основывалось на его автопортрете, а профиль Горького был специально для логотипа нарисован Валерием Красновским, который был главным художником газеты на протяжении первых десяти лет её существования в новом формате. Рождение нового формата сопровождалось шуткой:
Наш усталый, старый орган

Так измучен, так издёрган,

Что ему и в самом деле

Трудно трижды на неделе.

Дай-то Бог, чтоб без затей

Получилось раз в семь дней,

А не то он, наш негодник,

Превратится в ежегодник.
(автор Н. В. Разговоров)
Газета стала охватывать широкий диапазон тем — литература, искусство, политика, общество, мораль и право, наука, быт, другие темы для публицистики. На её страницах публиковались все самые крупные писатели РСФСР и других союзных республик, многие выдающиеся зарубежные писатели. По утверждению близких к газете лиц, в её статьях на общественно-политическую тематику допускалась большая свобода мнений и критика, чем в большинстве советских газет того времени. «ЛГ» становится одним из самых цитируемых в мире советских, а затем российских периодических изданий. Тогда в газете образовался «кружок» блистательных советских журналистов, в который входили А. З. Рубинов, Ю. П. Щекочихин, Ю. М. Рост, А. И. Ваксберг, О. Г. Чайковская, Е. М. Богат.
Особую популярность приобрёл отдел юмора «Клуб 12 стульев», занимавший последнюю, 16-ю полосу газеты. «Клубом» руководили Виктор Веселовский и Илья Суслов. Среди публиковавшихся на полосе юмористов многие завоевали в дальнейшем значительную известность, в том числе Аркадий Арканов, Григорий Горин, Зиновий Паперный, Михаил Жванецкий, Эдуард Успенский, Михаил Задорнов, Игорь Иртеньев, Виктор Шендерович, Виктор Коклюшкин, Лион Измайлов, Евгений Шатько и многие другие. Постоянно публиковался в «Клубе 12 стульев» известный советский пародист Александр Иванов, работали популярные карикатуристы Виталий Песков (ставший безусловным лидером отечественной карикатуры и начавший именно в «ЛГ»), Вагрич Бахчанян, Владимир Иванов и Игорь Макаров, Олег Теслер, Василий Дубов, Михаил Златковский, Андрей Бильжо, Сергей Тюнин, Игорь Копельницкий и другие.
В 1970 году редакция газеты учредила ежегодную премию «Золотой телёнок», которая присуждалась за лучшие, по мнению редакции, сатирические и юмористические произведения, опубликованные в рубрике «Двенадцать стульев».
В 1967—1971 годах обозревателем газеты был известный отечественный демограф Виктор Переведенцев, его статьи появлялись здесь регулярно до 1990 года. В 1970 году, по результатам опроса читательской аудитории, Виктор Переведенцев, не будучи профессиональным журналистом, занял второе место по популярности среди авторов газеты. В редакции работал Аркадий Ваксберг.
Александр Чаковский был главным редактором «Литературной газеты» до 16 декабря 1988 года. Впрочем, согласно воспоминаниям его заместителя Виталия Сырокомского, главный редактор «отсутствовал в редакции в среднем по семь месяцев в году: три месяца — положенный отпуск секретаря правления Союза писателей СССР, ещё три месяца — творческий отпуск за свой счёт, минимум месяц — депутатские поездки к избирателям в Мордовию и заграничные командировки».

### 1990—2001
В 1990 году «ЛГ» в соответствии с новым «Законом о печати» стала независимым изданием. С логотипа газеты исчез профиль А. М. Горького, и редакция «стала считать» годом основания газеты 1830 год. В 1997 году редакция «ЛГ» была преобразована в ОАО «Издательский дом „Литературная газета“». Председателем совета директоров ОАО «Издательский дом „Литературная газета“» стал Константин Костин.
С 1991 по 1998 годы «Литературную газету» возглавлял Аркадий Петрович Удальцов. В 1998—1999 годах главным редактором был Н. Д. Боднарук, в 1999—2001 годах — Л. Н. Гущин.

### После 2001 года
19 апреля 2001 года главным редактором был назначен писатель Юрий Поляков, ранее неоднократно публиковавший в газете статьи социологической и политической тематики.
Идеология издания существенно изменилась, «Литературная газета» получает консервативно-патриотическую направленность.

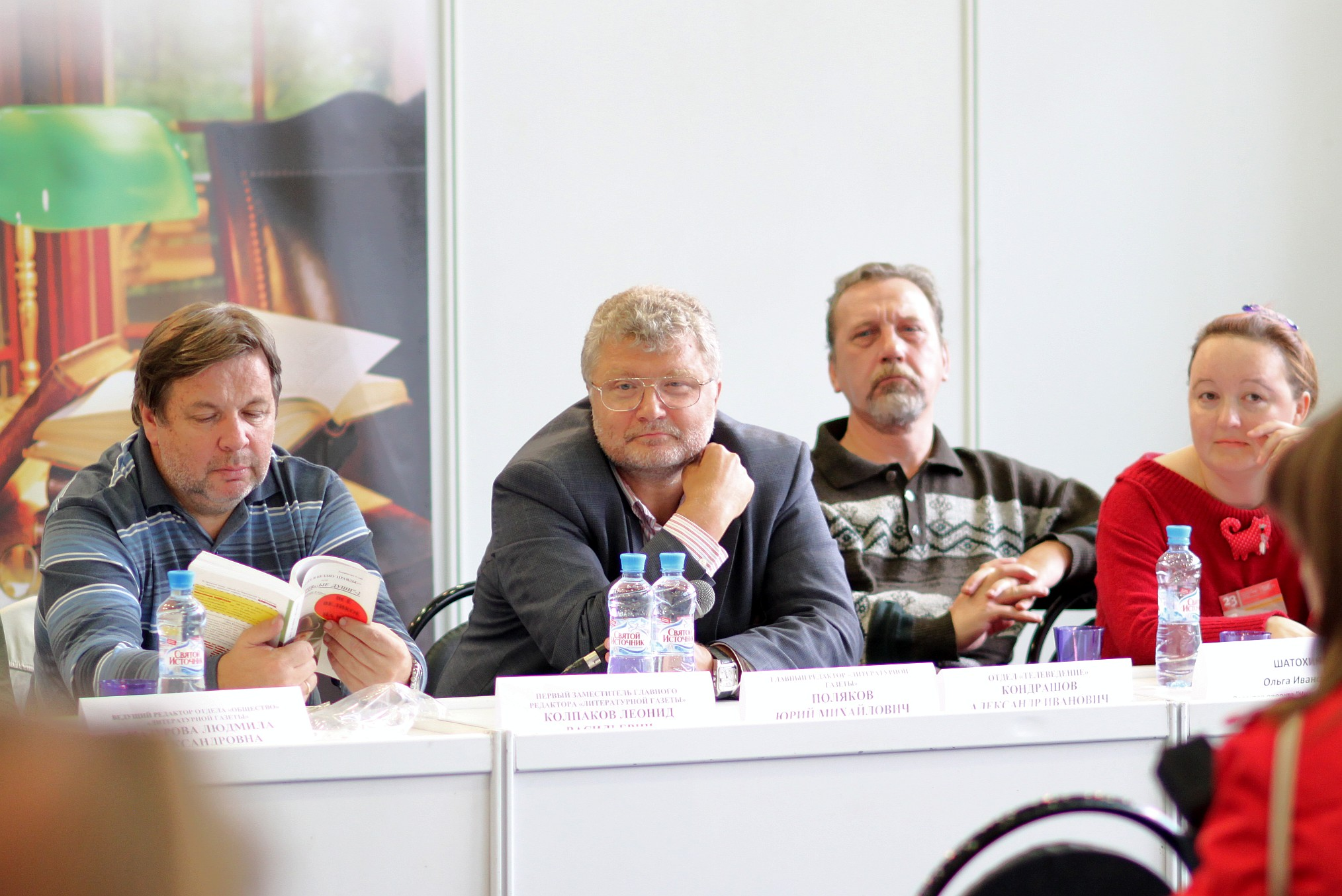
Редколлегия «Литературной газеты», сентябрь 2010 г.

Случилось так, что люди, которых я знал ещё по комсомолу, стали серьёзными бизнесменами. Они видели, что в либеральной своей версии «Литературная газета» скоро вообще исчезнет, её некому будет читать, кроме двухсот сумасшедших либералов в черте Москвы, и пригласили меня возглавить газету. <…> Лишь возвращение к пушкинской идее «свободного консерватизма» помогло нам вернуть многих утраченных читателей и завоевать новых.
— Юрий Поляков
В 2004 году на логотип газеты был возвращён профиль Максима Горького.

Выходные данные газеты, 2010 г.

Если до 1990 года на логотипе газеты, подчёркивая претензию на двойную преемственность, были профили Пушкина и Горького, после 1990-го — только Пушкина, то с 2004 года на нём снова присутствуют оба профиля. Соответственно и направление газеты представляет собой довольно забавный конгломерат советских представлений о культурном каноне и имперских государственных амбиций с уклоном в русский национализм. То есть издание это откровенно консервативное и в таком своём виде определёнными слоями современного российского общества, безусловно, востребованное. Но при этом, что неудивительно, реальное влияние «Литературной газеты» на нашу культурную ситуацию стремительно приближается к нулю. Пожалуй, не будет преувеличением сказать, что порой альманах в 100 экземпляров становится более значимым явлением, чем эта газета с её многотысячным (по крайней мере, так они пишут на своем сайте) тиражом.
— Анна Голубкова
Газета учредила премию имени Дельвига, основавшего в XIX веке первое из одноимённых современной «Литературной газете» изданий, преемственность по отношению к которому «ЛГ» по возможности старается подчёркивать. С 1 октября 2012 премия, известная как «Золотой Дельвиг», стала позиционироваться «Литературной газетой» как ежегодная «российская общенациональная премия».
В «Литературной газете» за 21 марта 2018 года опубликована статья о выдающемся немецком русисте и слависте Максе Фасмере, которую научное сообщество расценило как клеветническую и мракобесную. Славист и этимолог академик А. Е. Аникин: «Считаю необходимым заявить, что эта статья является невежественной клеветой на великого учёного». Открытое письмо Аникина с протестом этой статье, опубликованное в газете «Троицкий вариант — Наука», подписало более пятисот российских и зарубежных русистов и славистов, среди которых академики РАН Ю. Д. Апресян, С. М. Толстая, В. А. Плунгян, действительный член Британской академии наук Катриона Келли, академик Польской академии наук Ежи Бартминьски, академик Сербской академии наук и искусств Александар Лома, действительный член и вице-президент Гёттингенской академии наук Вернер Лефельдт, члены-корреспонденты РАН А. В. Дыбо, Е. Л. Березович, С. И. Николаев, Е. В. Головко, С. А. Мызников, Ф. Б. Успенский и другие.

## Главные редакторы
- 1929—1930: С. И. Канатчиков
- 1930: Б. С. Ольховый
- 1930—1931, 1932—1933: С. С. Динамов
- 1931—1932: А. П. Селивановский
- 1933—1935: А. А. Болотников
- 1935—1937: Л. М. Субоцкий
- 1937—1939: редколлегия (В. П. Ставский; Е. П. Петров, В. И. Лебедев-Кумач; Н. Ф. Погодин, О. С. Войтинская)
- 1939—1941: А. Кулагин
- 1942—1944: А. А. Фадеев
- 1944—1946: А. А. Сурков
- 1946—1950: В. В. Ермилов
- 1950—1953: К. М. Симонов
- 1953—1955: Б. С. Рюриков
- 1958: В. П. Друзин (и. о.)
- 1955—1959: В. А. Кочетов
- 1959—1960: С. С. Смирнов
- 1960—1962: В. А. Косолапов
- 1962—1988: А. Б. Чаковский
- 1988—1990: Ю. П. Воронов
- 1990—1991: Ф. М. Бурлацкий
- 1991—1998: А. П. Удальцов
- 1998—1999: Н. Д. Боднарук
- 1999—2001: Л. Н. Гущин
- 2001—2017: Ю. М. Поляков
- с 2017: М. А. Замшев

## Награды
- Орден Ленина (1971)
- Орден Дружбы народов (1979)
- Почётная грамота Совета МПА СНГ (26 ноября 2015 года, Межпарламентская ассамблея СНГ) — за активное участие в проведении международного телекинофорума «Вместе», вклад в укрепление дружбы между народами государств — участников Содружества Независимых Государств[17].

## Адреса
- Тверской бульвар, 25 (Дом Герцена)
- Последний переулок, 26
- Улица 25 октября, 19 (с мая 1941)
- Улица Станиславского, 24 (1945)
- Улица Спиридоновка, 2
- Цветной бульвар, 30 (1953—1958)
- Хохловский переулок, 10
- Костянский переулок, 13
- Старая Басманная улица, 18, стр. 1